# 乌鲁木齐市图书馆
乌鲁木齐市图书馆（維吾爾語：ئۈرۈمچى شەھەرلىك كۇتۇپخانا‎）是位于中华人民共和国新疆维吾尔自治区乌鲁木齐市水磨沟区的公共图书馆。乌鲁木齐市图书馆于1979年建馆，但长期没有固定馆址，直到2003年方才迁入现址。2018年，被评为国家一级图书馆。

## 历史
1979年9月，乌鲁木齐市图书馆正式成立，最初编制设有1名图书馆馆长和7名工作人员。自成立起的20余年，乌鲁木齐市图书馆就面临着有有馆无舍的窘境。最初乌鲁木齐市图书馆借用乌鲁木齐市文化局的一个不到30平方米的会议室作为办公地点和藏书地点。其后搬往某印刷厂地下室。1981年又借用毛泽民故居上房作为临时书库，在故居院内搭建木板房作为办公室。并且借用中山路的一件土平房对外出借图书。乌鲁木齐市图书馆先后迁往工厂车间、学校教室、私人地下室等14处地址，因此乌鲁木齐市民一度称乌鲁木齐市图书馆为“挂牌图书馆”或“游击图书馆”。也因为并没有固定的馆址，乌鲁木齐市图书馆在2001年虽然拥有藏书23万册，然而流通的书籍大概只有1万册，其余的书籍均打包后封存。
这种情况一直持续到了2005年。2003年10月，乌鲁木齐市图书馆新馆开始建设，2005年9月28日，乌鲁木齐市图书馆与乌鲁木齐市博物馆一起迁入位于新疆维吾尔自治区乌鲁木齐市水磨沟区南湖南路的图书馆博物馆基地。2016年11月，乌鲁木齐市图书馆加入了全国图书馆参考咨询联盟。2018年8月13日，中华人民共和国文化和旅游部将乌鲁木齐市图书馆列为国家一级图书馆。乌鲁木齐市图书馆分馆在二十一世纪10年代开始纷纷建立起来，例如：2014年，乌鲁木齐市图书馆团结西路社区分馆开馆；2016年，乌鲁木齐市首家乡村图书馆，乌鲁木齐市图书馆达坂城区东沟乡分馆揭牌。2021年，乌鲁木齐市图书馆下设综合部、采编部、阅览部、借阅部、协会部、技术部、业务部七个处室，编制数29人，其中在职28人。
2023年，乌鲁木齐市图书馆完成升级改造，并对外开放。

## 现状
图书馆博物馆基地为6层建筑，总建筑面积10490平方米，其中图书馆服务面积接近8300平方米。图书馆常年开放，截止2016年，订阅超过1000种期刊，150种报纸。2014年，乌鲁木齐市图书馆持证读者超过2.5万人，年借阅量近23万册，借阅人数近20万人次。除此之外，乌鲁木齐市图书馆还会开展各类文化活动。2014年，举办活动超过250场。乌鲁木齐图书馆一楼为“城市书房”，分为行业图书阅览区、阅游新疆专区等专区；二楼为少年儿童馆，分为绘本图书区、益智阅读空间等分区；三楼是中文图书借阅区；四楼分为地方文献和特藏室、电子阅览区、自修区；五楼是民文图书区、报刊借阅区；六楼是可开展多种文化活动的多功能厅。截止2023年底，图书馆总阅览座席1000个，馆藏纸质、电子文献超64万册（件）。